# مارتن زيمر
مارتن زيمر (بالألمانية: Martin Zimmer)‏ (8 مارس 1970 - ) هو لاعب كرة قدم ألماني سابق كان يلعب كلاعب وسط، وهو مدرب حاليا.

## الاحتراف
لعب مارتن زيمر في فئة الشباب مع أندية فريديناور وشونبرغ وهيرتا زيلندورف قبل أن ينتقل في عام 1987 في فئة شباب نادي هرتا برلين. لعب لأول مرة مع هيرتا في أكتوبر 1988 في مباراة ودية ضدّ توركيمسبور تحت إشراف المدرّب الجديد وقتها فيرنر فوخس.

## روابط خارجية
- مارتن زيمر على موقع قاعدة بيانات كرة القدم.إي يو (الإنجليزية)
- مارتن زيمر على موقع بيانات كرة القدم. دي إي (الألمانية)